# Gmina związkowa Birkenfeld
Gmina związkowa Birkenfeld (niem. Verbandsgemeinde Birkenfeld) – gmina związkowa w Niemczech, w kraju związkowym Nadrenia-Palatynat, w powiecie Birkenfeld. Siedziba gminy związkowej znajduje się w mieście Birkenfeld.

## Podział administracyjny
Gmina związkowa zrzesza 31 gmin, w tym jedną gminę miejską (Stadt) oraz 30 gmin wiejskich:
1. Abentheuer
2. Achtelsbach
3. Birkenfeld
4. Börfink
5. Brücken
6. Buhlenberg
7. Dambach
8. Dienstweiler
9. Elchweiler
10. Ellenberg
11. Ellweiler
12. Gimbweiler
13. Gollenberg
14. Hattgenstein
15. Hoppstädten-Weiersbach
16. Kronweiler
17. Leisel
18. Meckenbach
19. Niederbrombach
20. Niederhambach
21. Nohen
22. Oberbrombach
23. Oberhambach
24. Rimsberg
25. Rinzenberg
26. Rötsweiler-Nockenthal
27. Schmißberg
28. Schwollen
29. Siesbach
30. Sonnenberg-Winnenberg
31. Wilzenberg-Hußweiler